# Sanofi Pasteur
Sanofi Pasteur è la divisione vaccini della industria farmaceutica francese Sanofi.

## Storia
L'azienda nasce a Lione come laboratorio di microbiologia nel 1897 da Marcel Mérieux, nel 1968 ne acquisisce il controllo Rhône-Poulenc, diviene successivamente Aventis Pasteur e
nel 2004 Sanofi Pasteur.

## Prodotti
È il leader mondiale della produzione di vaccini umani.
Produce vaccini contro l'influenza, la poliomielite e la meningite. Il fatturato della divisione nell'anno 2007 è stato di 2,778 miliardi di €.

## Hexavac
Il 20 settembre 2005 l'EMEA, l'agenzia europea dei medicinali, ha raccomandato la sospensione del vaccino Hexavac, un vaccino ad uso pediatrico, in quanto è stata riscontrata una ridotta risposta anticorpale all'epatite B, indotta dalla vaccinazione con Hexavac.
Sono attualmente in corso degli studi sull'efficacia del vaccino.